# Тур де Шанс
«Тур де Шанс» (фр. La Grande Boucle — дословно «Большая петля» — неофициальное название французской велогонки Тур де Франс, которой он посвящён) — французский художественный фильм в жанре комедия, поставленный режиссёром Лораном Тюэлем. Фильм вышел на экраны 12 июня 2013 года.

## Сюжет
Бывший известный велосипедист, а теперь сотрудник компании Sport 2000, Франсуа Ноэль всегда следит за «Тур де Франс». В тот момент когда он планировал отправиться в отпуск со своими женой Сильвией и сыном, его работодатель просит его заменить коллегу по работе и принять участие в караване во время Тура. Застигнутый врасплох, Франсуа не может скрыть правду во время вечерней презентации команды, спонсируемой Sport 2000, и случайно ломает талисман лидера команды Тони Аньело. В тот же вечер он теряет работу, а его жена отправляется в отпуск с их сыном Томасом.
Затем Франсуа встречает Реми Плитикса, бывшего победителя Тура, у которого проблемы с алкоголизмом. Франсуа, не имея ничего за спиной, решает осуществить свою детскую мечту: проехать «Тур де Франс», проходя каждый этап на один день раньше профи. Он отправляется в путь вместе с Божаном, который решил следовать за Франсуа в его «вызове» со своим домом на колесах.
Реми Плитикс помогает Франсуа, предоставляя ему оборудование и рассказав о его «вызове» на телевидении в интервью с Нельсон Монфором. Очень быстро, от этапа к этапу, Франсуа приобретает всё большую популярность у публики, и даже Патруль де Франс отдаёт ему дань уважения, что приводит к великому неудовольствию Тони Аньело, который начинает волноваться, видя что у него появился медийный соперник. После пятнадцати этапов Франсуа удаётся финишировать в королевском этапе в Пиренеях, достигнув вершины Турмале.
На следующий день Плитикс отправляет Франсуа на съёмки для многочисленных спонсоров, но Франсуа сбегает с них, видя что Реми интересуют только деньги. Более того, в тот же день Тони Аньело находит Франсуа в отеле, чтобы вызвать его на командную гонку во время дня отдыха у гонщиков. Нехотя Франсуа принимает вызов, и против команды из четырёх гонщиков Sport 2000 на старте Франсуа помогают Тина, дочь Божана, а также известные велосипедисты Бернар Ино и Лоран Жалабер.
Но во время гонки Франсуа получает звонок от его жены Сильвии: его сын ушёл, и она не знает, где он находится. Франсуа примечает на дороге во время гонки рекламные плакаты концерта в Нарбоне рэпера по имени Аме Стронг, которого любит его сын любит. Полагая, что Томас отправился на концерт, Франсуа решает присоединиться к нему, не завершив свой этап. Там его замечает Аме Стронг, который оказывается поклонником велоспорта. После концерта Стронг возвращает Франсуа и его сына в кемпинг, где остановился Божан.
Кажется, что всё идёт хорошо, но на следующий день Франсуа получает обвинения в допинге. В рюкзаке Франсуа обнаруживаются шприцы и анаболики. Все рушится для Франсуа — он теряет доверие и сочувствие публики. Тем не менее он намерен завершить свой Тур де Франс в сопровождении своего сына, который решил последовать за ним. На предпоследнем этапе, без частых «дозаправок» и не имея никакой поддержки, измученный Франсуа падает в обморок на дороге. Он просыпается в больнице: Божан говорит, что он здоров, а его анализы не выявили никакого допинга. Оказывается, всё было подстроено Плитиксом, который сожалеет о своих действиях.
Однако Франсуа потерял свой день форы: он больше не может закончить свой тур раньше профессионалов, понимая, что полиции блокирует доступ к Елисейским полям, где финиширует гонка. Товарищи Франсуа пытаются отвлечь полицейских, чтобы помочь ему, но их всех арестовывают. Но Франсуа среди них не было — он в группе настоящих гонщиков, переодетый в форму команды Sport 2000, рядом с Тони Аньело, который простил его за поломку его талисмана. Аньело, одетый в жёлтую майку лидера Тура, решает при прохождении первого круга выпустить Франсуа вперёд, с тем чтобы тот завершил свой Тур, прежде чем начнётся финальная разборка у профессионалов.
Сильвия ждёт мужа рядом с финишной линией.
В итоге Франсуа осуществляет свою давнюю мечту и примиряется с женой и сыном. Тони Аньело выигрывает Тур де Франс. Реми Плитикс бросает пить и решает тренировать молодых велосипедистов.

## В ролях
| Актёр             | Роль                                       |
| ----------------- | ------------------------------------------ |
| Кловис Корнийяк   | Франсуа Ноэль                              |
| Ари Абиттан       | Тони Аньело звезда-велогонщик              |
| Були Ланнерс      | Реми Плитикс                               |
| Бруно Лоше        | Пьер Божан                                 |
| Элоди Буше        | Сильвия Ноэль жена Ноэля                   |
| Пол Граньер       | Томас Ноэль сын Сильвии и Ноэля            |
| Роз Капраис       | Тина Божан дочь Пьера и Гертрудис          |
| Анник Кристиэнс   | Гертрудис Божан Жена Пьера                 |
| Андре Маркон      | Даниэль Лафарж менеджер команды Sport 2000 |
| Дуду Маста        | Аме Стронг рэпер                           |
| Рихард Заммель    | Мюллер генеральный директор de Sport 2000  |
| Мишель Ферраччи   | Сантини                                    |
| Нельсон Монфор    | камео                                      |
| Филипп Лашо       | ведущий Тур де Франс                       |
| Лоран Жалабер     | камео                                      |
| Бернар Ино        | камео                                      |
| Тибо Де Люсси     | жандарм                                    |
| Ритон Либман      | тележурналист                              |
| Себастьен Фонтейн | репортёр France Télévisions                |
| Морган Ньюет      | бармен на пляже                            |
| Ги Амрам          | бармен                                     |
| Патрик Лод        | журналист                                  |
| Мишель Друкер     | камео                                      |
| Андре Манукян     | помощник Аме Стронга                       |

## Производство

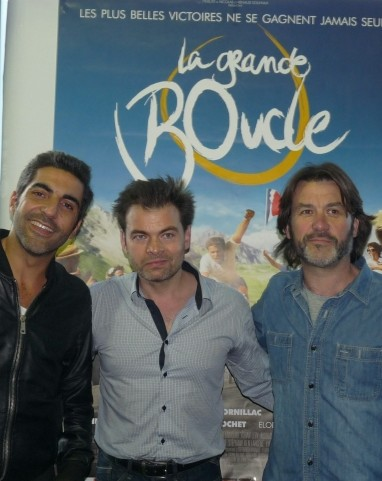
Ари Абиттан, Кловис Корнийяк и Лоран Тюэль, май 2013 года

Проект родился в 2007 году, идея Renaud Souhami, продюсер и финансовый директор чемпионата мира по регби во Франции, после прохождения Тур де Франс в Маркусси. Он обратился к Лорану Тюэлю, режиссёру фильмов «Жан-Филипп» и «Замкнутый круг», чтобы снять фильм. Для того, чтобы сделать фильм более реалистичным, они попросили Amaury Sport Organisation использовать возможности и реальные съёмки на Тур де Франс, когда он проходит в июле. Именно благодаря этому партнёрству с Туром, фильм удалось снять в течение июня и июля 2012 года Таким образом, они были в состоянии использовать реальные места старта и финиша этапов, в том числе и на Елисейских полях, на которых они могли бы производить съёмки за два часа до приезда гонщиков. Андре Манукян сочинил саундтрек для фильма.
Выбор Кловис Корнийяка на роль главного героя фильма был быстро утверждён продюсерами. Чтобы подготовиться физически к съёмкам фильма он проехал почти 5500 километров за пять месяцев (эквивалент полуторам Тур де Франс по протяжённости) и поднялся на несколько большими горных перевалов. Ари Абиттан с помощью группы также успешно преодолел часть подъёма на Турмале, без остановки.
Лоран Жалабер и Бернар Ино, присутствущие каждый год на Туре также приняли участие в съёмках, поучаствовав в гонке на время.

## Критика
Фильм получил смешанные отзывы — в среднем 2,4 из 5 звёзд на сайте Allociné после 17 отзывов. Фильм считается «дружественным» в журнале Le Journal du dimanche, «приятный и развлекательный» от журнала POSITIF и даже «хорошо показаны велозаезды и затронуты темы спонсорства и допинга» в газете Le Monde как одини из самых положительных отзывов. Тем не менее, фильм часто критикуют за то, что у него «несбалансированный» сценарий от La Croix, «упрощённый, плоский» от Le Figaro, а также подвергся сильной критике продакт-плейсмент в фильме.

## Сборы
Фильм оказался коммерчески проваленным в прокате. С бюджетом 14 млн евро и сильной поддержкой организацией «Тур де Франс», которая проводила 100-ю гонку фильм должен был стать прибыльным. Однако с самого своего первого дня выхода фильм не нашёл свою аудиторию. Он быстро терял места в рейтингах. «Тур де Шанс» не пользовался рекламой в СМИ во время «Тур де Франс».